# Амінево (Чишминський район)
Амі́нево (рос. Аминево, башк. Әмин) — село у складі Чишминського району Башкортостану, Росія. Входить до складу Арслановської сільської ради.
Населення — 442 особи (2010; 467 в 2002).
Національний склад:
- татари — 85 %